# Corball barbat
El corball barbat (Pogonias cromis) és un peix de la família dels esciènids.

## Taxonomia
Pogonias cromis és l'única espècie del gènere Pogonias.
El peix adult duu unes barbetes sota la mandíbula inferior, característica que ha donat nom al gènere (grec antic Pogonisa = "barba").

## Particularitats
És un peix d'aigua salada, molt apreciat a la cuina de la costa est dels Estats Units. Es troba a l'Atlàntic, des de les aigües fredes de les costes de la Badia de Fundy a Nova Escòcia passant per les aigües tropicals del Carib i fins al litoral de l'Argentina.
Els individus joves tenen de 6 a 8 estries en blanc i negre. A mesura que avança l'edat perden els colors i es tornen d'una coloració gris fosc força uniforme. Poden arribar a viure uns 40 anys, arribant a una llargada de 170 cm i un pes de fins a 50 kg.
Aquest corball és famós per la seva facultat de poder emetre sons roncants similars a un tamborineig, lo que li ha valgut el nom de "drumfish" (peix tambor), i que produeix fent vibrar els muscles abdominals contra la bufeta natatòria. Alexander von Humboldt va sentir el soroll d'aquests peixos a les boques del riu Magdalena el 20 de febrer del 1803, sense tindre coneixement del que es tractava.